# ملعب إتشيهارا سياسايد
ملعب إتشيهارا سياسايد (بالإنجليزية: Ichihara Seaside Stadium)‏ هو ملعب كرة قدم يقع في اليابان، يتسع لـ 14,051 متفرج.

## التاريخ
افتتح الملعب في 1993. تمت توسعته في 2003.